# Bathyraja maculata
Bathyraja maculata és una espècie de peix de la família dels raids i de l'ordre dels raïformes.

## Morfologia
- Els mascles poden assolir 115 cm de longitud total i 8.500 g de pes.[4][5]

## Reproducció
És ovípar i les femelles ponen càpsules d'ous, les quals presenten com unes banyes a la closca.

## Hàbitat
És un peix marí i d'aigües profundes (59°N-59°N) que viu entre 70-1.193 m de fondària.

## Distribució geogràfica
Es troba al Mar de Bering.

## Observacions
És inofensiu per als humans.